# Custódio Pinto
Custódio João Pinto (Montijo, Montijo, 9 de Fevereiro de 1942) é um antigo jogador de futebol da seleção portuguesa. Jogava na posição de médio.

## Carreira
Nascido no Montijo, no distrito de Setúbal, Pinto fez a sua estreia no Porto aos 19 anos. Durante os dez anos que passou no clube, Pinto acumulou 243 jogos e fez 80 golos no campeonato, mas ganhou apenas um troféu, a Taça de Portugal de 1968.
No verão de 1971, Pinto assinou com o Vitória de Guimarães, onde jogaria por quatro temporadas (sempre na primeira divisão).
Aposentou-se do futebol profissional aos 36 anos, depois de um período com o Paços de Ferreira, mas voltou à jogar dois anos depois, quando assinou com o Oliveira do Bairro.

## Seleção Nacional
Pinto jogou 13 vezes pela Seleção Portuguesa. Ele fez sua estreia em 29 de abril de 1964 em uma vitória por 3 a 2 sobre a Suíça, em Zurique, e foi selecionado para a equipe que participou da Copa do Mundo de 1966.

## Títulos
- Taça de Portugal: 1967–68